# Choc sous-compressif
 (avril 2008).
Si vous disposez d'ouvrages ou d'articles de référence ou si vous connaissez des sites web de qualité traitant du thème abordé ici, merci de compléter l'article en donnant les références utiles à sa vérifiabilité et en les liant à la section « Notes et références ».
Un choc sous-compressif (undercompressive shock) est une onde de choc qui n'obéit pas aux inégalités de Peter Lax sur la vitesse caractéristique des ondes. Ces ondes de choc peuvent être observées lors d'expériences simples.

## Définitions
Pour les chocs compressifs, la vitesse caractéristique à l’arrière du choc est plus grande que la vitesse du choc, qui est elle-même plus grande que la vitesse caractéristique à l’avant du choc. Ce sont les conditions de Lax. Les ondes de choc sous-compressives sont des chocs qui n’obéissent pas aux conditions de Lax, par définition. On pourrait donc dire aussi, non-compressives, mais ce n’est pas d’usage. 
Rappelons qu'une onde de choc est une discontinuité spatiale en mouvement ; typiquement, en mécanique, c'est une discontinuité du champ de pression (une brusque variation de pression), ou bien une vague abrupte (une marche) à la surface d'un liquide. Dans le cas d'un choc compressif (respect des conditions de Lax), la vitesse du haut de la vague est plus importante que la vitesse du bas de la vague ; le front de vague va plus vite que la vitesse de propagation des ondes. Il est surprenant de constater que l'on peut conserver une vague abrupte alors que de petites perturbations peuvent s'en échapper. Pourquoi la discontinuité se conserve-t-elle ? Pourquoi les petites perturbations ne se détachent pas du choc ? Dans le cas d'une vague, la tension superficielle peut empêcher la formation de perturbations, et donc empêcher la vague de s’aplanir. Des expériences simples montrent qu’on peut les fabriquer facilement et qu’elles se conservent.
Les premiers chocs sous-compressifs ont été découverts par des mathématiciens. Les découvertes expérimentales sont venues ensuite, principalement à la suite de la rencontre entre une mathématicienne, Andrea Bertozzi, et une physicienne, Anne-Marie Cazabat. Elles se sont rendu compte qu’elles travaillaient, chacune à sa façon, sur la même équation d’onde.

## Preuves de l’existence des chocs sous-compressifs
L’onde étudiée est la surface d’un liquide qui s’étale. Dans l'expérience, cet étalement résulte de deux phénomènes : étalement par gravitation, et par effet Marangoni thermique. La gravitation force l’écoulement du liquide vers le bas. L’effet Marangoni thermique force l’écoulement du côté où le liquide est le plus froid. Si on met une goutte sur une plaque dont la température n’est pas uniforme (chauffée d’un côté et refroidie de l’autre) elle s’étale du côté le plus froid, comme si elle voulait y aller.
En présence de la gravitation seule ou de l’effet Marangoni thermique seul, ou lorsque les deux effets vont dans le même sens, les chocs sont toujours compressifs.
On peut faire jouer l’effet Marangoni thermique en sens inverse de la gravitation : il suffit de plonger le bas d'une plaque dans un bain chaud et de refroidir le haut. Dans certaines conditions d'inclinaison, on peut alors voir le liquide remonter la plaque (voir aussi l'article Capillarité). 
Pour fabriquer un choc, il suffit de laisser monter un premier film de liquide, puis de varier l’inclinaison de la plaque. Un second film de liquide monte à la suite du premier. Dans certains cas, la marche de liquide ainsi obtenue devient de plus en plus douce, le second film reste à la traîne et s’éloigne de plus en plus du premier. Ce n’est pas alors une onde de choc. Dans d’autres cas, la marche de liquide monte sans se déformer. Souvent elle est instable, elle se déforme en doigts de liquide, mais comme l’instabilité se développe lentement, on a le temps de voir une propagation sans déformation. Les mesures par interférométrie Laser sont très précises. Les images des doigts de liquide sont magnifiques (pas celles des chocs, ce sont seulement des lignes parallèles). La marche de liquide n’est jamais très abrupte, mais comme elle ne change pas au cours du temps, on peut la voir comme une transition discontinue par un effet de zoom.
N’importe quelle transition douce peut avoir l’air abrupte si on change d’échelle. C’est pourquoi ces marches de liquide dont la pente ne dépasse pas quelques pourcents peuvent être considérées comme des ondes de choc.
Lorsqu’on se place dans une géométrie unidimensionnelle (une vague théoriquement infinie et parfaitement rectiligne dans une direction), les conditions du cas étudié par Poisson sont presque remplies. L’équation d’onde est donc très simple à la base. Mais il y a des différences, et surtout un terme associé à l’effet d’aplanissement provoqué par la tension de surface. C’est ce terme qui ouvre la possibilité des chocs sous-compressifs, parce qu'il bloque la formation des petites perturbations.

### Ondes non-linéaires et théorie classique des chocs
- (en) J. David Logan. An introduction to nonlinear partial differential equations Wiley-Interscience 1994
- (en) G.B. Whitham. Linear and non-linear waves Wiley-Interscience 1974
- (en) Peter D. Lax. Hyperbolic systems of conservation laws and the mathematical theory of shock waves Society for industrial and applied mathematics Philadelphia, Pennsylvania 1973, Hyperbolic systems of conservation laws II Comm. Pure Appl. Math., 10 :537-566, 1957

### Théorie mathématique des chocs sous-compressifs
- (en) M. Shearer, D.G. Schaeffer, D. Marchesin, P. Paes-Leme. Solution of the Riemann problem for a prototype 2 X 2 system of non-strictly hyperbolic conservation laws Arch. Rat. Mech. Anal. 97 :299-320, 1987
- (en) A.L. Bertozzi, A. Münch, M. Shearer. Undercompressive shocks in thin film flows 1998

où l’on trouve davantage de références.
- (en) A. Münch. Shock transition in Marangoni and gravitation driven thin film flow 1999
- (en) A. Münch, A. L. Bertozzi. Rarefaction-undercompressive fronts in driven films 1998

### Expériences d’étalement forcé
- (en) V. Ludviksson, E. N. Lightfoot. The dynamics of thin liquid films in the presence of surface_tension gradients AIChE Journal 17 :5, 1166-1173, 1971
- (en) Herbert E. Huppert. Flow and instability of a viscous current down a slope Nature Vol. 300, 427-429, 1982
- (en) A.M. Cazabat, F. Heslot, S.M. Troian, P. Carles. Fingering instability of thin spreading films driven by temperature gradients Nature Vol. 346, 824-826 1990

### Application aux chocs sous-compressifs
- (fr) X. Fanton. Etalement et instabilités de films de mouillage en présence de gradients de tension superficielle Thèse, LPMC, Collège de France 1998
- (en) A.L. Bertozzi, A. Münch, X. Fanton, A.M. Cazabat, Contact Line Stability and "Undercompressive Shocks" in Driven Thin Film Flow, Physical Review Letters, Volume 81, Number 23, 7 December 1998, pp. 5169-5172